# Aeropuerto Internacional de Haneda

Mapa de Aeropuerto

El Aeropuerto Internacional de Haneda (東京国際空港 Tōkyō Kokusai Kūkō?) (IATA: HND, OACI: RJTT), también conocido como Aeropuerto Internacional de Tokio-Haneda, es uno de los dos aeropuertos internacionales que sirve al Área del Gran Tokio en Japón. Se encuentra 20 kilómetros al sur de la estación de Tokio. Se ubica en Ōta, Tokio, Japón, a 80 kilómetros al suroeste del otro aeropuerto del Área del Gran Tokio, el Aeropuerto Internacional de Narita.
Haneda se ubica dentro del ranking como uno de los aeropuertos más congestionados de pasajeros, ubicándose cuarto en 2005. En 2004, Haneda captó cerca de 62 millones de pasajeros, tanto en tránsito, como viajeros que se quedaban en Japón.

## Historia
Antes de que se construyera el aeropuerto de Haneda, la zona donde hoy se encuentra era un próspero balneario centrado en el santuario Anamori Inari, y el principal aeropuerto de Tokio era el aeródromo de Tachikawa. El aeropuerto de Haneda fue inaugurado en 1931. Durante los años 1930, aterrizaban vuelos para Japón y Manchuria.
En 1945, debido a la ocupación estadounidense por la Segunda Guerra Mundial, el aeropuerto fue renombrado como Haneda Army Air Base (Base aérea del Ejército Haneda). Como base militar, Haneda recibió los primeros vuelos internacionales en 1947, cuando se comenzaron a establecer servicios con Estados Unidos, Corea, China y las Filipinas. Japan Airlines comenzó a operar de forma local desde Haneda en 1951. El gobierno de los Estados Unidos devolvió parcialmente el aeropuerto en 1952, pasando a ser parte del Aeropuerto Internacional de Tokio. La totalidad del aeropuerto fue devuelta en 1958. Los controles de radares y la Torre de control comenzaron a estar operativos en el año 1961.
En 1964, el monorraíl de Tokio comenzó a operar entre Haneda y el centro de Tokio, para las Olimpiadas de Tokio. Durante ese año, Japón impuso restricciones de ingreso a los pasajeros en tránsito, originando que el desplazamiento en el aeropuerto fuera caótico. Durante 1970 se terminaron la pista nueva y la zona internacional, pero la demanda siguió creciendo.

## Aerolíneas y destinos

### Destinos nacionales
| Aerolíneas                      | Destinos |
| ------------------------------- | --- |
| All Nippon Airways              | Akita, Fukuoka, Hachijojima, Hakodate, Hánover, Hiroshima, Iwakuni, Kagoshima, Kōchi, Komatsu, Kumamoto, Kushiro, Masuda, Matsuyama, Miyazaki, Monbetsu, Nakashibetsu, Odate-Noshiro, Oita, Okayama, Okinawa, Osaka-Kansai, Sapporo-Chitose, Shonai, Takamatsu, Tottori, Toyama, Ube, Wajima, Wakkanai, Yonago |
| ANA Wings                       | Oshima |
| Hokkaido Internacional Airlines | Asahikawa, Hakodate, Kobe, Kōchi, Memanbetsu, Nagasaki, Sapporo-Chitose, Tokachi |
| J-Air                           | Shirahama, Ube, Yamagata |
| Japan Airlines                  | Akita, Aomori, Asahikawa, Fukuoka, Hakodate, Hiroshima, Izumo, Kagoshima, Kitakyushu, Kōchi, Komatsu, Kumamoto, Kushiro, Matsuyama, Memanbetsu, Misawa, Miyazaki, Nagasaki, Oita, Okayama, Okinawa, Osaka-Kansai, Sapporo-Chitose, Takamatsu, Tokachi, Tokushima, Yamagata                                     |
| JAL Express                     | Akita, Amami Ōshima, Kagoshima, Kitakyushu, Kōchi, Komatsu, Kumamoto, Matsuyama, Memanbetsu, Miyazaki, Nagasaki, Oita, Okayama, Okinawa, Osaka-Kansai, Takamatsu, Tokushima, Ube |
| Japan Transocean Air            | Ishigaki, Miyako |
| Skymark Airlines                | Asahikawa, Fukuoka, Kagoshima, Kitakyushu, Kobe, Kumamoto, Okinawa, Sapporo-Chitose |
| StarFlyer                       | Fukuoka, Kitakyushu, Miyazaki, Nagasaki, Nagoya, Oita, Osaka-Kansai |

### Destinos internacionales

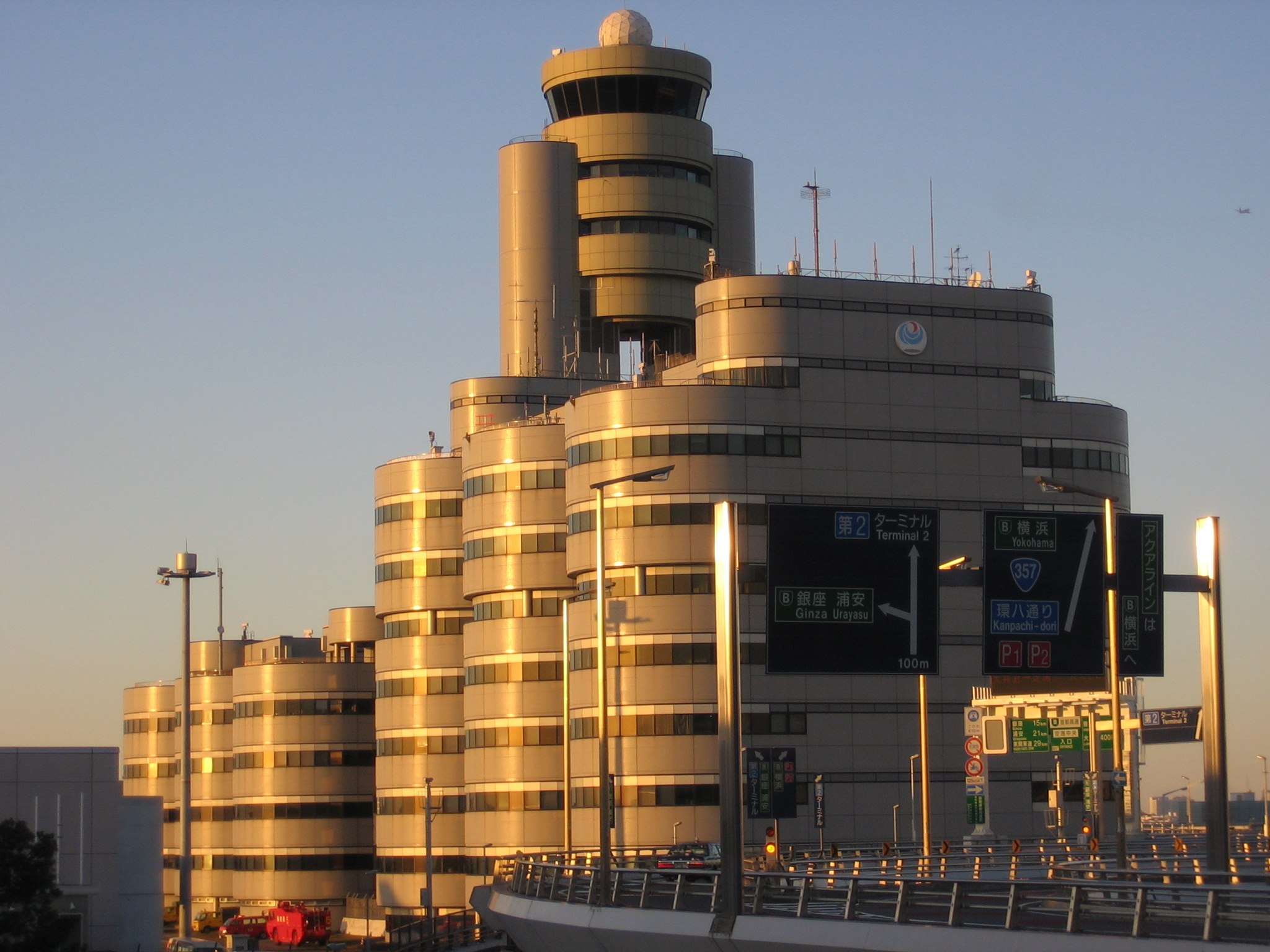
Torre de control del aeropuerto.

| Ciudades por países    | Nombre del aeropuerto                                  | Aerolíneas | Aeronaves                         | Frecuencias semanales |              |
| Norteamérica           | Norteamérica                                           | Norteamérica | Norteamérica                      | Norteamérica          | Norteamérica |
| ---------------------- | ------------------------------------------------------ | --- | --------------------------------- | --------------------- | ------------ |
| Canadá                 |                                                        | |                                   |                       |              |
| Toronto                | Aeropuerto Internacional Toronto Pearson               | Air Canada |                                   |                       |              |
| Vancouver              | Aeropuerto Internacional de Vancouver                  | All Nippon Airways                                                                                                | B787-9                            |                       |              |
| Estados Unidos         |                                                        | |                                   |                       |              |
| Atlanta                | Aeropuerto Internacional Hartsfield Jackson            | Delta Airlines | A350-941                          |                       |              |
| Chicago                | Aeropuerto Internacional O'Hare                        | All Nippon Airways Japan Airlines United Airlines                                                                 | B777 B787-10                      |                       |              |
| Dallas                 | Aeropuerto Internacional de Dallas-Fort Worth          | American Airlines                                                                                                 | B787                              | 7                     |              |
| Detroit                | Aeropuerto Internacional de Detroit                    | Delta Airlines | A350-941                          |                       |              |
| Honolulu               | Aeropuerto Internacional Daniel K. Inouye              | All Nippon Airways Delta Airlines Hawaiian Airlines Japan Airlines                                                | B787-9 B767-300ER A330-243 B787-9 |                       |              |
| Kailua-Kona            | Aeropuerto Internacional de Kona                       | Hawaiian Airlines                                                                                                 | A330-243                          |                       |              |
| Los Ángeles            | Aeropuerto Internacional de Los Ángeles                | All Nippon Airways American Airlines Delta Air Lines Japan Airlines United Airlines                               | B787 B787-8 A350-941 B787-10      |                       |              |
| Mineápolis             | Aeropuerto Internacional de Mineápolis-Saint Paul      | Delta Air Lines                                                                                                   | A350-941                          |                       |              |
| Newark                 | Aeropuerto Internacional Libertad de Newark            | United Airlines                                                                                                   | B777                              |                       |              |
| Nueva York             | Aeropuerto Internacional John F. Kennedy               | All Nippon Airways American Airlines Japan Airlines                                                               | B777                              |                       |              |
| San Francisco          | Aeropuerto Internacional de San Francisco              | Japan Airlines United Airlines                                                                                    | B777                              |                       |              |
| Seattle                | Aeropuerto Internacional de Seattle-Tacoma             | All Nippon Airways Delta Air Lines                                                                                | B787-8 A330-941N                  |                       |              |
| Washington D.C         | Aeropuerto Internacional de Washington-Dulles          | All Nippon Airways United Airlines                                                                                | B787-9 B777                       |                       |              |
| Asia                   |                                                        | |                                   |                       |              |
| Catar                  |                                                        | |                                   |                       |              |
| Doha                   | Aeropuerto Internacional Hamad                         | Japan Airlines Qatar Airways                                                                                      | A350                              |                       |              |
| China                  |                                                        | |                                   |                       |              |
| Pekín                  | Aeropuerto Internacional de Pekín-Capital              | Air China All Nippon Airways Japan Airlines                                                                       | A3xx B7x7                         |                       |              |
| Pekín                  | Aeropuerto Internacional de Pekín-Daxing               | China Eastern Airlines China Southern Airlines                                                                    | A32x A330ceo                      |                       |              |
| Cantón                 | Aeropuerto Internacional de Cantón-Baiyun              | All Nippon Airways China Southern Airlines Japan Airlines                                                         | B787 A330ceo B787-8               |                       |              |
| Shanghái               | Aeropuerto Internacional de Hongqiao                   | All Nippon Airways China Eastern Airlines Japan Airlines Shanghai Airlines                                        | B787 A330ceo B7x7 B787-9          |                       |              |
| Shanghái               | Aeropuerto Internacional de Shanghái-Pudong            | All Nippon Airways China Eastern Airlines Japan Airlines Juneyao Airlines Peach Shanghai Airlines Spring Airlines | B787-8 B7x7 A32x B787-9 A32x      |                       |              |
| Tianjin                | Aeropuerto Internacional de Tianjin-Binhai             | Tianjin Airlines                                                                                                  | A3xx                              |                       |              |
| Corea del Sur          |                                                        | |                                   |                       |              |
| Seúl                   | Aeropuerto Internacional de Incheon                    | All Nippon Airways Asiana Airlines Japan Airlines Korean Air Peach                                                |                                   |                       |              |
| Seúl                   | Aeropuerto Internacional de Gimpo                      | All Nippon Airways Asiana Airlines Japan Airlines Korean Air                                                      |                                   |                       |              |
| Emiratos Árabes Unidos |                                                        | |                                   |                       |              |
| Dubái                  | Aeropuerto Internacional de Dubái                      | Emirates | B777-300ER                        |                       |              |
| Filipinas              |                                                        | |                                   |                       |              |
| Manila                 | Aeropuerto Internacional Ninoy Aquino                  | All Nippon Airways Japan Airlines Philippine Airlines                                                             |                                   |                       |              |
| Hong Kong              |                                                        | |                                   |                       |              |
| Hong Kong              | Aeropuerto Internacional de Hong Kong                  | All Nippon Airways Cathay Pacific HK Express Japan Airlines                                                       |                                   |                       |              |
| Indonesia              |                                                        | |                                   |                       |              |
| Yakarta                | Aeropuerto Internacional Soekarno-Hatta                | All Nippon Airways Garuda Indonesia                                                                               |                                   |                       |              |
| Malasia                |                                                        | |                                   |                       |              |
| Kuala Lumpur           | Aeropuerto Internacional de Kuala Lumpur               | AirAsia X All Nippon Airways Malaysia Airlines                                                                    | A330-343*                         |                       |              |
| Singapur               |                                                        | |                                   |                       |              |
| Singapur               | Aeropuerto Internacional de Singapur                   | All Nippon Airways Japan Airlines Singapore Airlines                                                              |                                   |                       |              |
| Tailandia              |                                                        | |                                   |                       |              |
| Bangkok                | Aeropuerto Internacional Suvarnabhumi                  | All Nippon Airways Japan Airlines Thai Airways                                                                    |                                   |                       |              |
| Taiwán                 |                                                        | |                                   |                       |              |
| Taipéi                 | Aeropuerto de Taipéi Songshan                          | All Nippon Airways China Airlines EVA Air Japan Airlines                                                          |                                   |                       |              |
| Taipéi                 | Aeropuerto Internacional de Taiwán Taoyuan             | Peach Tigerair Taiwan                                                                                             | A32x                              |                       |              |
| Vietnam                |                                                        | |                                   |                       |              |
| Ciudad Ho Chi Minh     | Aeropuerto Internacional de Tan Son Nhat               | VietJet Air | A3xx                              |                       |              |
| Da Nang                | Aeropuerto Internacional de Đà Nẵng                    | VietJet Air | A3xx                              |                       |              |
| Hanói                  | Aeropuerto Internacional de Nội Bài                    | Vietnam Airlines                                                                                                  |                                   |                       |              |
| Europa                 |                                                        | |                                   |                       |              |
| Alemania               |                                                        | |                                   |                       |              |
| Fráncfort              | Aeropuerto de Fráncfort del Meno                       | All Nippon Airways Lufthansa                                                                                      |                                   |                       |              |
| Múnich                 | Aeropuerto Internacional de Múnich-Franz Josef Strauss | All Nippon Airways Lufthansa                                                                                      | B787-9 A350-941                   |                       |              |
| Dinamarca              |                                                        | |                                   |                       |              |
| Copenhague             | Aeropuerto de Copenhague-Kastrup                       | SAS |                                   |                       |              |
| Finlandia              |                                                        | |                                   |                       |              |
| Helsinki               | Aeropuerto de Helsinki-Vantaa                          | Finnair Japan Airlines                                                                                            | A3x0                              |                       |              |
| Francia                |                                                        | |                                   |                       |              |
| París                  | Aeropuerto de París-Charles de Gaulle                  | Air France All Nippon Airways Japan Airlines                                                                      |                                   |                       |              |
| Italia                 |                                                        | |                                   |                       |              |
| Roma                   | Aeropuerto de Roma-Fiumicino                           | ITA Airways | A3x0                              |                       |              |
| Reino Unido            |                                                        | |                                   |                       |              |
| Londres                | Aeropuerto de Londres-Heathrow                         | All Nippon Airways British Airways Japan Airlines                                                                 |                                   |                       |              |
| Turquía                |                                                        | |                                   |                       |              |
| Estambul               | Aeropuerto Internacional de Estambul                   | Turkish Airlines                                                                                                  |                                   |                       |              |
| Oceanía                |                                                        | |                                   |                       |              |
| Australia              |                                                        | |                                   |                       |              |
| Cairns                 | Aeropuerto de Cairns                                   | Virgin Australia                                                                                                  | B737                              |                       |              |
| Sídney                 | Aeropuerto Internacional Kingsford Smith               | All Nippon Airways Qantas                                                                                         |                                   |                       |              |

## Estadísticas

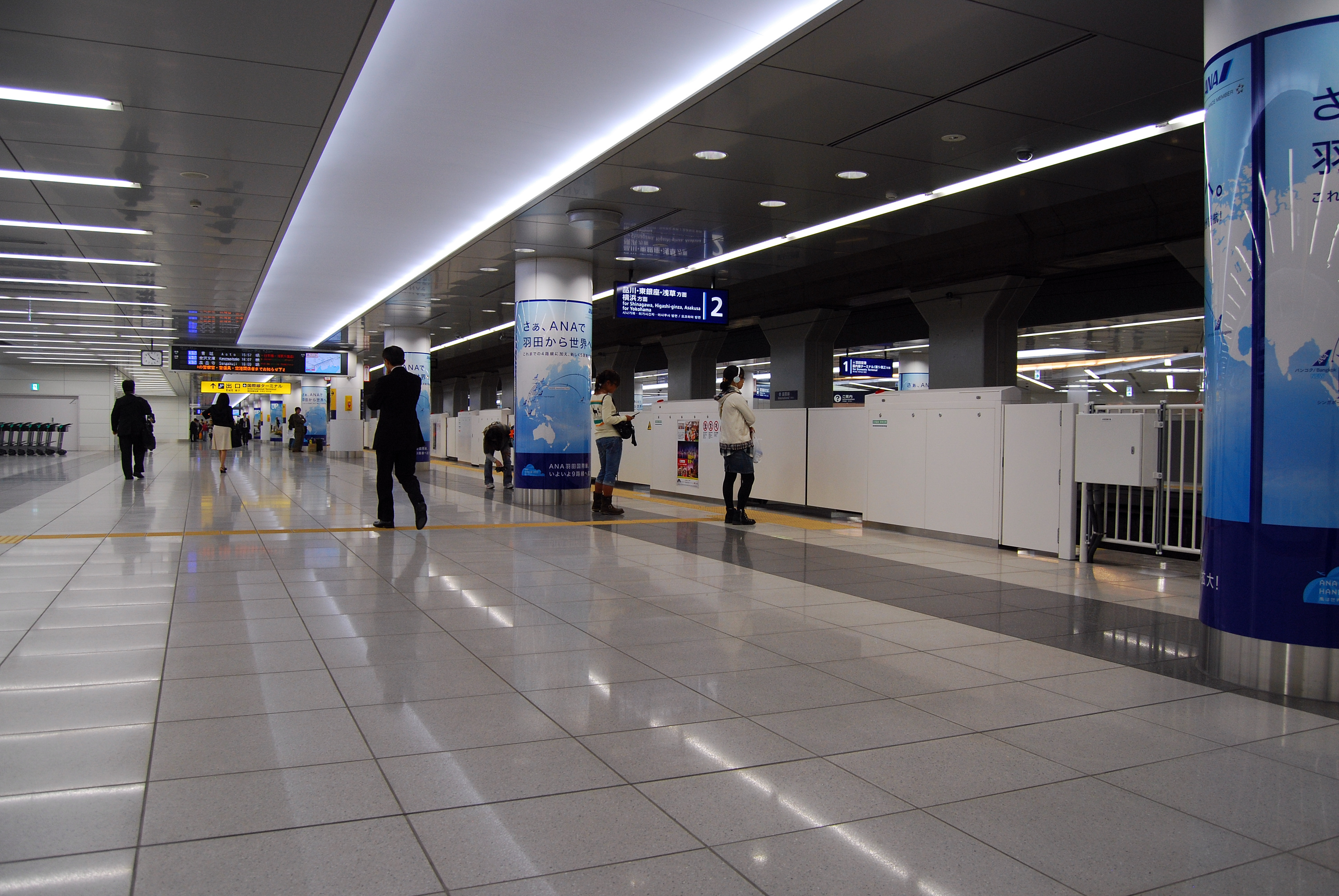
Estación Haneda Terminal 3 de la Línea Keikyū Aeropuerto

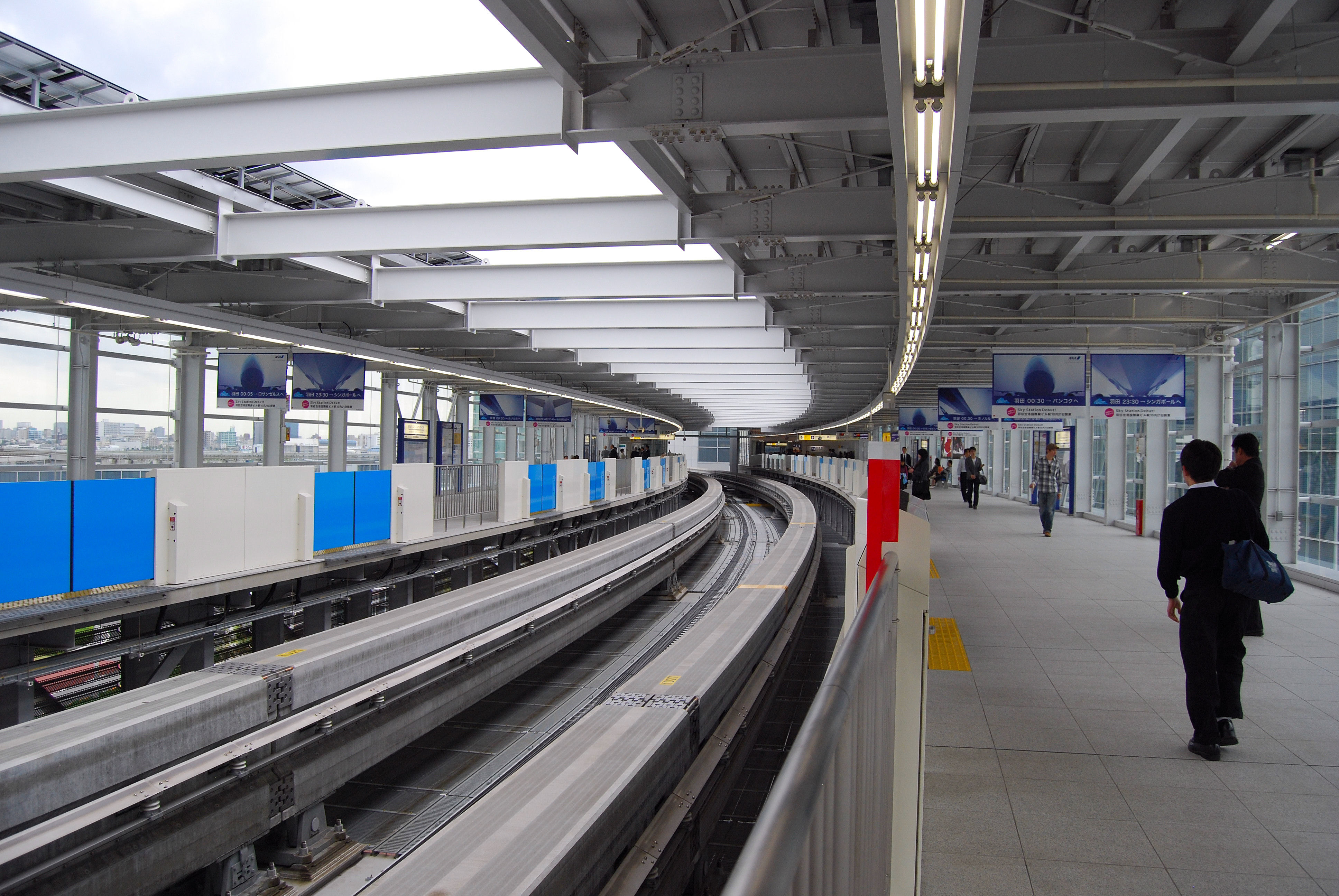
Estación Haneda Terminal 3 del Monoriel de Tokio

Ver fuente y consulta Wikidata.

## Accidentes
- 1966: El vuelo 60 de All Nippon Airways Boeing 727 se estrella cerca del aeropuerto.
- 1982: El vuelo 350 de Japan Airlines se estrella cerca del aeropuerto.
- 1985: El vuelo 123 de Japan Airlines, un Boeing 747 con destino a la ciudad de Osaka, minutos después de despegar es sacudido por dos explosiones. La aleta de cola del avión se separa del fuselaje y se cortan las cuatro líneas hidráulicas. Eso hace que el avión se vuelva incontrolable y se estrelle contra una montaña al noroeste de Tokio. Mueren 520 personas.
- 1999: El vuelo 61 de All Nippon Airways es secuestrado luego de despegar. Los secuestradores asesinan al capitán. El avión aterriza a salvo.
- 2024: Colisión en la pista del aeropuerto de Haneda entre un Airbus A350 y un Dash 8 de la Guardia Costera de Japón, 5 muertos.